# Linia kolejowa 77 Aszód – Vácrátót
Linia kolejowa Aszód – Vácrátót – linia kolejowa na Węgrzech. Jest to linia jednotorowa, w całości zelektryfikowana prądem przemiennym 25 kV 50 Hz. Łączy Aszód z Vácrátót.

## Historia
Odcinek między stacjami Vácrátót i Galgamácsa od 13 grudnia 2009 jest wyłączony z ruchu.